# Odontomelus brevipennis
Odontomelus brevipennis är en insektsart som först beskrevs av Boris Petrovich Uvarov 1922.  Odontomelus brevipennis ingår i släktet Odontomelus och familjen gräshoppor. Inga underarter finns listade i Catalogue of Life.